# SN 1998ez
SN 1998ez – supernowa typu II odkryta 8 grudnia 1998 roku w galaktyce A035732-2712. W momencie odkrycia miała maksymalną jasność 20,00m.